# Dijkdoorbraak

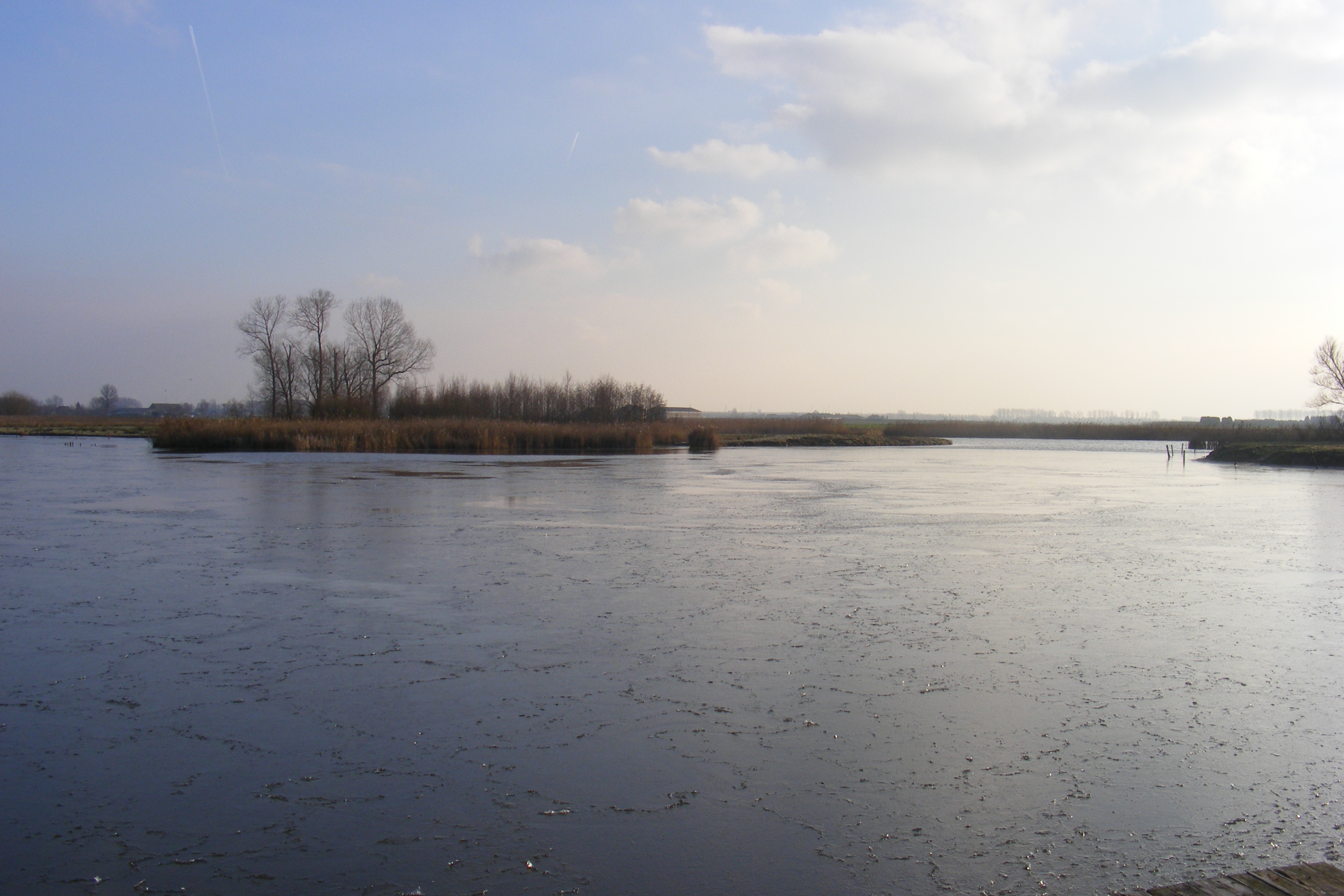
De Grote Geule in Kieldrecht is ontstaan door een dijkdoorbraak in de 16e eeuw

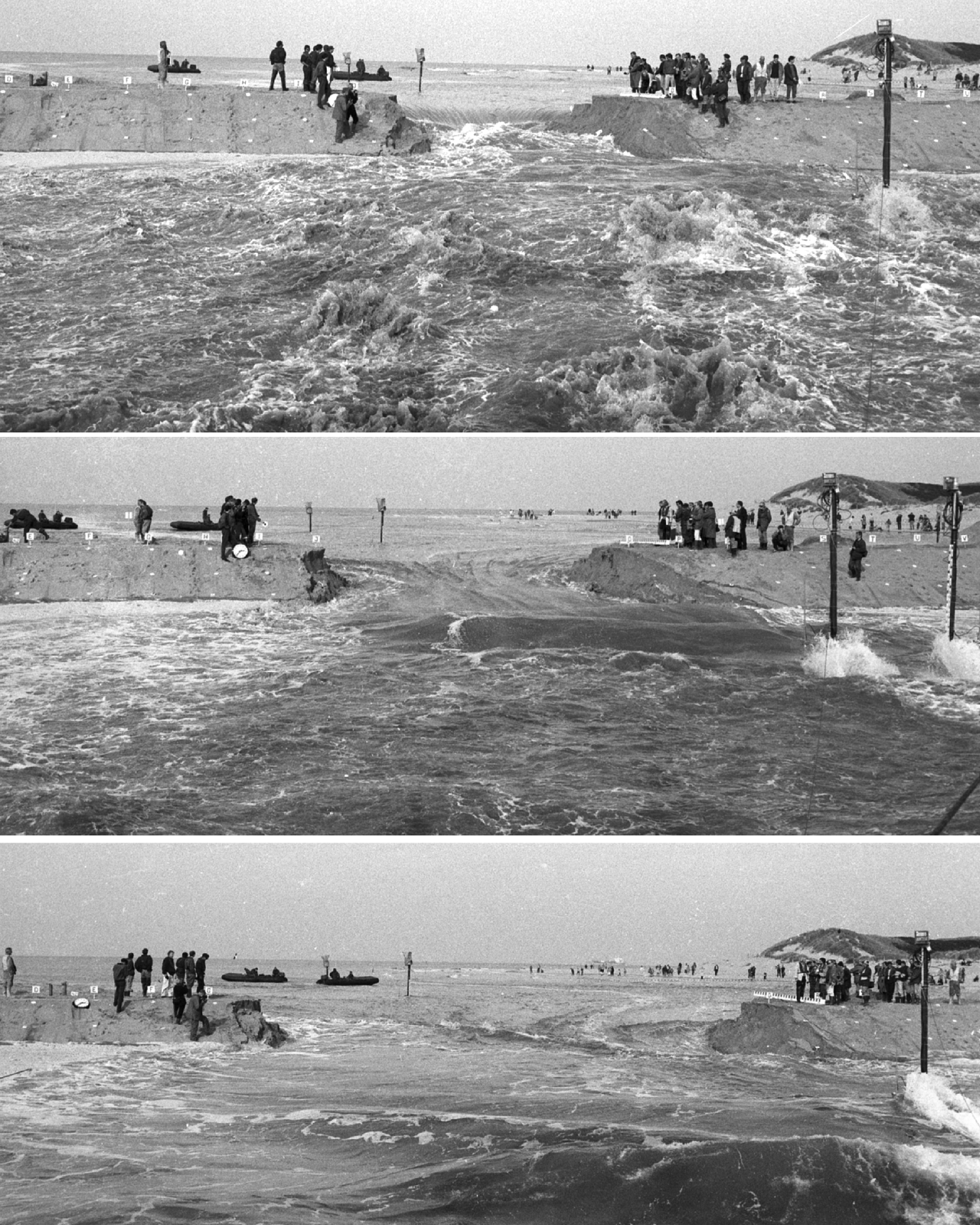
Experiment dijkdoorbraak het Zwin 1994

Een dijkdoorbraak is het doorbreken van een dijk. Deze kan veroorzaakt worden door instabiliteit van het grondlichaam, overloop of golfoverslag wat leidt tot erosie van het binnentalud. Zandmeevoerend welwater dat zich een weg onder een dijk doorbaant is de oorzaak van het zogenoemde pipingsverschijnsel. Een dijkdoorbraak wordt niet noodzakelijk veroorzaakt door hoogwater op zee, rivier of meer, maar kan ook het gevolg zijn van bijvoorbeeld zettingsvloeiing van de ondergrond bij lage waterstanden of uitgedroogd veen bij veenkaden zoals in Wilnis gebeurde. In het verleden werden dijkdoorbraken ook opzettelijk uitgelokt als strategische factor bij oorlogsvoering. Meerdere kreken en geulen zijn op deze wijze ontstaan.
De gevolgen van een dijkdoorbraak zijn afhankelijk van het achtergelegen gebied en de waterstand op het buitenwater.